# L'Italia settimanale
L'Italia settimanale è stato un settimanale di cultura e politica fondato nel 1992 da Marcello Veneziani. Chiuse nel 1996.

## Storia
Nato il 23 dicembre 1992, il settimanale divenne il periodico di riferimento dell'area da cui nacque Alleanza Nazionale. La foliazione era di 80 pagine, tutte a colori. Obiettivo di Veneziani era coinvolgere, in modo trasversale, "il meglio, o quasi, del giornalismo non conformista" e "della cultura non allineata".
Il 3 febbraio 1993 pubblica un'inchiesta in cui rivela che nell'anno precedente il governo ha stabilito le linee guida delle cosiddette privatizzazioni dopo un incontro informale coi titolari di multinazionali europee svoltosi a bordo di uno yacht ancorato nel porto di Civitavecchia battente bandiera britannica, il Britannia,  (2 giugno 1992).
Nel marzo 1995 Veneziani venne escluso dal consiglio d'amministrazione e dalla direzione del settimanale. Adolfo Urso favorì il cambio di proprietà e Alessandro Caprettini sostituì Veneziani alla direzione. L'ex direttore accusò i vertici di Alleanza Nazionale di aver voluto la sua defenestrazione.
Poco dopo, editore divenne l'uruguaiano Gustavo Adolfo Spangenberg Yanes che dal 15 gennaio 1996 chiamò alla direzione Pietrangelo Buttafuoco, che cambiò totalmente linea inserendo anche giovani giornalisti di sinistra, come Luca Telese e Davide Camarrone. Dopo circa 15 numeri con la direzione Buttafuoco, caratterizzate dalle provocatorie copertine, il giornale chiuse a metà 1996, per l'improvviso fallimento dell'editore.
Hanno collaborato tra gli altri alla rivista: Fabio Torriero, Alessia Sodano, Susanna Blättler, Giano Accame, Alfredo Cattabiani, Giorgio Albertazzi, Vittorio Sgarbi, Francesco D. Caridi, Filippo Rossi, Luciano Lanna, Marcello De Angelis, Simona Ventura, Massimo Fini, Turi Vasile.